# Apples and Oranges
"Apples and Oranges" er den tredje U.K. single af Pink Floyd og den sidste skrevet af Syd Barrett.
| Musik | Spire Denne musikartikel er en spire som bør udbygges. Du er velkommen til at hjælpe Wikipedia ved at udvide den. |